# Farol da Fortaleza da Aguada
O Farol da Fortaleza da Aguada, é um farol indiano localizado na Fortaleza da Aguada, no cimo de uma colina sobranceira ao Mar Arábico, cerca de 5 km a oeste de Pangim, capital do estado de Goa, na costa ocidental da Índia.
É uma torre cilíndrica em alvenaria, estilo antigo, incorporando casa de faroleiros, com lanterna e galeria, todo pintado de branco.
O edifício, construído pelos portugueses, esteve em serviço até 1976, quando foi desactivado e substituído por uma nova torre quadrangular distante deste cerca de 160 m para oeste.

## Cronologia
- 1604 - primeiros trabalhos de fortificação da entrada da barra de Goa[3]
- 1624 - construção do fortaleza
- 1841 - existia já um candeeiro a óleo no topo de um mastro, no interior da fortaleza
- 1864 - construção do farol
- 1904 - substituição do aparelho óptico por um de 6.ª ordem[2]
- 1976 - Desactivação[2]
- 2005/2006 - exterior retocado e pintado após estado adiantado de degradação
- 2008 - exterior novamente retocado e pintado[1]

## Informações
- Operacional: Inactivo
- Acesso: por estrada a cerca de 16 km de Pangim
- Aberto ao público: local aberto, torre fechada
- Instituição responsável: Directorate General of Lighthouses & Lightships
- Outras designações: Farol da Aguada
- Nº IPA: IN000101010024[3]